# Cody Walker
Pour les articles homonymes, voir Cody Walker (rugby à XIII) et Walker.
Cody Beau Walker (né le 13 juin 1988 dans le comté de Los Angeles en Californie) est un cascadeur et acteur américain, frère de Paul Walker. 

## Biographie
Cody Walker a travaillé sur Fast and Furious 7 en 2015, aidant la production à terminer le tournage en reprenant le rôle de son frère dans quelques scènes après le décès accidentel de celui-ci. Il joue également dans USS Indianapolis : Men of Courage, sorti en 2016.

## Filmographie
- 2015 : Fast and Furious 7 (Furious 7)  de James Wan : Brian O'Conner
- 2016 : USS Indianapolis : Men of Courage de Mario Van Peebles : West
- 2019 : The Last Full Measure de Todd Robinson : Kepper, jeune
- 2019 : Shadow Wolves de McKay Daines : Eric Shaw
- 2021 : Fast and Furious 9 : Brian O'Conner (caméo non-visible et non-crédité)